# Aris Saal
Aris Saal (Nieuwe Niedorp, 24 oktober 1908 – Den Burg, 6 februari 1995) was een Nederlands burgemeester namens de NSB.
Saal was voor de Tweede Wereldoorlog werkzaam als landbouwer en was een van de oprichters van VV Wieringerwaard. Op 13 juli 1942 werd hij aangewezen als waarnemend burgemeester van de gemeente Wieringermeer nadat de zittend burgemeester Loggers geïnterneerd werd in Kamp Sint-Michielsgestel. Op 3 juli 1943 werd hij geïnstalleerd als burgemeester. Na de oorlog werd hij tot 2,6 jaar gevangenschap veroordeeld en uit het kiesrecht gezet. Hierna vestigde hij zich op een boerderij op Texel. Saal was gehuwd en kreeg zeven kinderen.